# Hollywood Shuffle
Hollywood Shuffle ist eine US-amerikanische Filmkomödie aus dem Jahr 1987, die das US-amerikanische Filmgeschäft und die Diskriminierung von Afroamerikanern parodiert. Robert Townsend schrieb das Drehbuch und führte Regie. Er verarbeitete eigene Erfahrungen, als man ihm im Filmgeschäft sagte, er sei „nicht schwarz genug“ für bestimmte Rollen.

## Handlung
Bobby Taylor ist ein Afroamerikaner aus der Mittelschicht, der Schauspieler werden will. Er übt seine Texte im Badezimmer zusammen mit seinem jüngeren Bruder Stevie. Er trainiert sich einen Straßenslang („jive talk“) an für das Vorsprechen für „Jivetime Jimmys Revenge“, einem Film über Straßengangs. Bobbys Großmutter hört den „jive talk“ und zeigt ihre Missbilligung. Seine Mutter ist unterstützend. Bobby sichert seiner Mutter zu, dass, wenn er den Part bekomme, das alles verändern wird.
Beim Vorsprechen lernt er andere afroamerikanische Schauspieler kennen, die nur erniedrigende Rollen angeboten bekommen. Die einzigen Rollen, die sie spielen können, sind Sklaven, Butler oder Straßenschläger. Einige kritische Schwarze erzählen Bobby, dass nur ein „Uncle Tom“ solche Rollen übernehmen würde.
Bobby spielt einen Butler, der sich die Frage stellt, warum die Sklaven ihre Master verlassen, wenn sie gut von behandelt würden. Dieser Clip wird dann in einer Werbung für eine „Schwarze Schauspielschule“, verwendet, in der angehende dunkelhäutige Schauspieler lernen können, wie man Gossensprache spricht, so dass sie Rollen wie Zuhälter, Ganoven oder Straßenräuber bekommen können.
Als Bobby zu Hause ist, erhält er einen Anruf von seinem Agenten und erfährt, dass sein Vorsprechen gut lief. Dennoch wolle man einen „Eddie Murphy-Typ“.
Später in der Nacht besucht Bobby seinen Onkel beim Friseur und äußert seine Zweifel bei der weiteren Verfolgung seiner Schauspielkarriere. Ray regt Bobby an, es zu versuchen, und seinen Traum zu verwirklichen. Während eines weiteren Vorsprechens sind der Regisseur, Autor und der Casting-Direktor von Bobbys Leistung begeistert und nannten sie „sehr schwarz“. Sie geben ihm die Titelhauptrolle. Als er dann am Set ist, ist er dem Regisseur nicht schwarz genug. Als er merkt, dass er die Rolle nicht spielen kann und will, gibt er auf. Sein Konkurrent springt sofort ein. Zum Schluss sieht man ihn beim Dreh von belanglosen Werbeclips.

## Bedeutung
Hollywood Shuffle gilt als beißende Kritik an Hollywood und der Rolle, die Schwarze dort zu spielen haben. Der Film gehört zum sogenannten New Black Cinema.
Im Wesentlichen dreht es sich darum, dass ein schwarzer Schauspieler nur Erfolg haben kann, wenn er demütigende Rollen spielt und sich selbst erniedrigt. Symbolisiert wird dies durch den Castingdirector, der schwarzeres Verhalten fordert.
Gleichzeitig kritisiert der Film Schwarze, die entsprechende Rollen annehmen würden. Dies wird deutlich durch den NAACP-Aktivisten, der sagt, „they'll never play the Rambos until they stop playing the Sambos“ (dt: „sie werden nie die Rambos spielen, wenn sie nicht aufhören die Sambos zu spielen“). Rambo steht in diesem Zusammenhang für die amerikanischen Superhelden und Sambo in Anlehnung an Sambo's Grave in Sunderland Point für einen erbärmlichen Schwarzen, der dumm niedere Arbeiten verrichtet, Der Film beschreibt auch, wie Mittelklasseschwarze sich freiwillig zu Straßengangstern erniedrigen, um Erfolg als Schauspieler zu haben.
Die Hip-Hop-Gruppe Public Enemy thematisierte 1991 auf ihrem Album Fear of a Black Planet ebenfalls die Rolle Schwarzer in Hollywood (Track: Burn Hollywood). Ebenfalls wird die Rolle Schwarzer in Hollywood satirisch in der Komödie Bowfingers große Nummer thematisiert.

## Rezeption

### Kritiken
Der Film erhielt insgesamt gute Kritiken. Auf Rotten Tomatoes sind 87 % von 23 Kritiken (durch professionelle Filmkritiker) positiv.
Kritiker Roger Ebert von der Chicago Sun-Times lobte den Film. Richard Harrington von der Washington Post nannte ihn „lustig und pointiert“.
Einige Kritiker warfen Townsend allerdings vor, wie er Frauen und Homosexuelle darstelle. So warf Jami Bernard von der New York Post Townsend vor, dass er zwar gegen die Diskriminierung von Schwarzen protestiere, zugleich aber selbst aktiv Homosexuelle diskriminiere.

### Einspielergebnis
Der Film hatte ein Budget von ca. 100.000 US-Dollar und schaffte einen Umsatz der fünfzigmal höher war: 5.228.617 US-Dollar.

## Preise und Nominierungen
1987 Deauville Film Festival
- Grand Special Prize (Kritikerpreis) – Robert Townsend (Gewinner)

1988 Independent Spirit Awards
- Bestes Erstlingswerk – Carl Craig, Robert Townsend (Nominiert)